# لحی (یوتا)
لحی (به انگلیسی: Lehi) شهری در ایالت یوتا کشور ایالات متحده آمریکا است که جمعیت آن در سرشماری سال ۲۰۱۰ میلادی، ۴۷٬۴۰۷ نفر بوده‌است.